# 원활화 협정

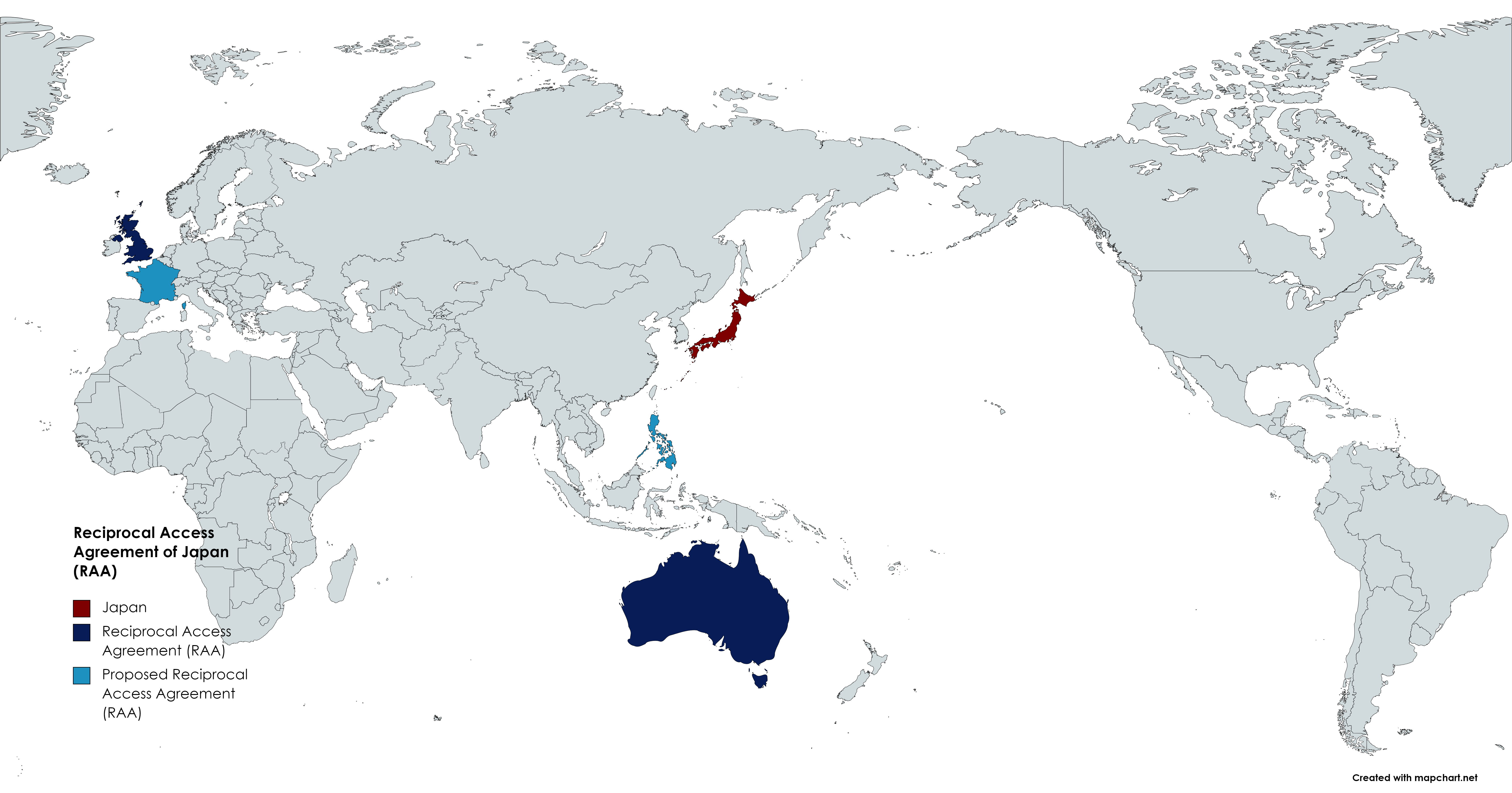
일본과 원활화 협정을 체결한 국가

원활화 협정(일본어: 部隊間協力円滑化協定) 또는 상호 접근 협정(Reciprocal access agreement, RAA)은 정부 간의 공동 군사 훈련과 군사 작전을 제공하는 양자 방위 및 안보 협정을 말한다. 이는 두 협력 국가가 필요할 때마다 군대를 이동할 수 있는 프레임워크를 만들기 위해 만들어진 협정이며, 방문 군대의 이동을 따라 한 국가에서 다른 국가로 상품을 수입 및 수출할 수 있는 경로도 제공한다.
RAA는 일본과 호주, 일본과 영국 간에 체결되었다. 호주의 경우 상호 접근 협정에 서명한 것은 나중에 인도와 미국과 같은 다른 국가와의 관계를 더욱 강화하고 안보 협력에 대한 공동 선언(JDSC, Joint Declaration on Security Cooperation)과 같은 오래된 협정을 갱신하는 데 사용되었다.

## 같이 보기
- 오커스
- 군사동맹 목록